# Alfonso Felice d'Avalos
Alfonso Felice d'Avalos (Isola d'Ischia, 1564 – Roma, 2 dicembre 1593) è stato un nobile e militare italiano appartenente alla famiglia di origine spagnola dei d'Avalos.

## Biografia
Alfonso Felice era il figlio maggiore di Francesco Ferdinando d'Avalos, governatore nel Ducato di Milano e Viceré di Sicilia e di sua moglie, Isabella Gonzaga, della casa dei duchi di Mantova. Il fratello minore Tommaso, nato nel 1571, sarebbe stato avviato alla carriera ecclesiastica.
Alla morte del padre, avvenuta nel 1571, gli successe quale 3º principe di Francavilla, 3º principe di Montesarchio, 4º marchese del Vasto, 8º marchese di Pescara, conte di Monteodorisio. A 19 anni, nel 1583, Alfonso Felice contrasse matrimonio con Lavinia Feltria Della Rovere a Pesaro. La coppia risiedette in quel periodo a Casalmaggiore (possedimento della famiglia d'Avalos sin dal 1568) in ragione della nomina di Alfonso Felice a ufficiale di cavalleria nelle Fiandre, agli ordini di Alessandro Farnese. Nel 1584 Alfonso Felice ricevette finalmente l'ordine di partire per le Fiandre, mentre la moglie incinta fece ritorno a Pesaro. Tra il luglio e agosto del 1585 Alfonso Felice partecipò all'assedio di Anversa. Nello stesso anno nacque la primogenita della famiglia Isabella e il 5 dicembre, approfittando di una tregua il marchese ritornò a Pesaro per ricongiungersi alla famiglia. Negli ultimi giorni del mese di aprile del 1586 il marchese ritornò nella Fiandre, mentre Lavinia risiedette nella rocca di Novellara, nuovamente in attesa di un figlio. Darà alla luce a Pesaro nel mese di agosto alla secondogenita Caterina. Nel mese di settembre del 1586 Alfonso Felice partecipò alla battaglia di Zutphen. Negli ultimi giorni del mese di novembre Lavinia e le due figlie giunsero a Casalmaggiore, dove giunse di lì a poco anche Alfonso Felice, il quale venne promosso da Alessandro Farnese, su ordine di Filippo II, alla luce del buon esito della campagna nelle Fiandre, con la carica di generale della cavalleria leggera delle Fiandre (datata 20 dicembre 1586), ricevendo inoltre il collare dell'ordine del Toson d'oro. 
Mentre erano in corso i preparativi per la spedizione contro il regno di Inghilterra da parte dell'Invincibile Armata, si rese vacante la carica di generale di cavalleria, a causa della morte del precedente titolare, Robert de Melun, visconte di Gent e marchese di Roubaix, avvenuta il 4 aprile del 1585 durante l'assedio di Anversa. Per sostituirlo erano state presentate due opzioni: da un lato, lo spagnolo Alfonso Felice d'Avalos, dall'altro il vallone Emmanuel de Lalaing, marchese di Renty. Come si evince dalla corrispondenza intercorsa tra Filippo II e Alessandro Farnese, il d'Avalos era, per ragioni di natura politica la scelta preferita dai due. Filippo II sollecitò quindi l'invio di un dispaccio con la nomina ad Alfonso Felice. Quest'ultimo la accettò, notificando il suo assenso al consigliere del sovrano Juan de Idiáquez y Olazábal.
Nel settembre del 1587 nacque il terzo figlio di Alfonso Felice, chiamato in memoria del nonno Ferrante Francesco. Egli ebbe quale padrino di battesimo il re di Spagna, rappresentato dal duca di Terranova, don Carlo d'Aragona Tagliavia, all'epoca Governatore del Ducato di Milano. Il marchese Alfonso Felice si trovava nuovamente nelle Fiandre. 
Alfonso Felice poté fare ritorno definitivamente in Italia solamente nel 1589, stanco e malato. Pochi giorni dopo, nel mese di giugno, Lavinia dà alla luce la quarta figlia della coppia, Maria. Nel mese di agosto del 1590 morì l'unico figlio maschio di Alfonso e Lavinia. 
Nel 1592 il Duca di Parma si recò ai bagni di Spa, sperando di ottenere giovamento per i suoi malanni, assieme ad un seguito che comprendeva tra gli altri il principe di Ascoli, il marchese del Vasto e don Rodrigo Niño Laso de la Vega. Le condizioni si salute di Alfonso Felice peggiorarono nel corso dell'anno con vertigini ricorrenti e paralisi. 
Sempre nel 1592 venne coinvolto come testimone, in una questione d'onore tra il duca di Mantova e il duca di Parma. La questione richiese l'intervento del papa e del re di Spagna, che incaricò il duca di Urbino di fare da paciere. Lavinia stessa intervenne personalmente nell'appianare la disputa.
Nel 1593 troviamo Alfonso Felice quale generale della cavalleria del ducato di Milano, in sostituzione di Alonso Martínez de Leiva, nominato luogotenente di Alonso Pérez de Guzmán y Sotomayor, duca di Medina Sidonia e generale della fanteria imbarcata sull'Invincibile Armata.
Nello stesso anno, nel mese di maggio, la marchesa, assieme ai suoi figli, si recò a Pesaro assieme al cognato, il religioso Tommaso d'Avalos. Alfonso Felice, ottenuta una licenza, li raggiunse nel mese di giugno. Sempre a causa dei suoi problemi di salute si recò poco dopo a Procida e Ischia presso i bagni termali. Nel mese di novembre giunse a Roma per appoggiare la nomina al cardinalato del fratello Tommaso. 
Morì a Roma il 2 dicembre del 1593 a soli 29 anni, a causa di un attacco apoplettico. 

### Matrimonio
Sposò a Pesaro il 5 giugno 1583 Lavinia Feltria Della Rovere (nata il 16 gennaio 1558 a Pesaro; † Montebello 7 giugno 1632), figlia di Guidobaldo II Della Rovere, duca di Urbino (* 1514, † 1574) e della sua seconda moglie, Vittoria Farnese (* 1521, † 1602), nipote del papa Paolo III (Alessandro Farnese) e figlia di Pier Luigi Farnese, duca di Parma e Piacenza e di Gerolama Orsini († 1570), della Casa dei conti di Pitigliano.

#### Figli
- Isabella d'Avalos d'Aquino d'Aragona, erede del titolo e delle proprietà di suo padre (nata 26 aprile 1585 Pesaro; † 27 settembre 1648), sposa a Fossombrone il 6 dicembre 1597 Innico III d'Avalos (1578- Vasto, 20 novembre 1632), figlio di Cesare d'Avalos (zio del padre) e Lucrezia del Tufo, nobile napoletano, cavaliere del Toson d'Oro (1605). In virtù di questo matrimonio Innico divenne 4º principe di Francavilla, 9º marchese di Pescara, 5º marchese del Vasto, conte di Monteodorisio maritali nomine. Dal matrimonio nacquero:
  - Fernando Francesco (1601-1665), sposatosi con Geronima Doria;
  - Diego (?-1697), sposatosi con Francesca Carafa;
  - Tommaso, dominicano, vescovo di Lucera;
  - Bonaventura, agostiniano, vescovo di Nocera;
  - Francesca (?-1676), sposatasi, in prime nozze, con Marino Caracciolo, III principe di Avellino; in seconde nozze con Pompeo Colonna, III principe di Gallicano, V duca di Zagarolo.
- Caterina d'Avalos d'Aquino d'Aragona (* 16 Agosto 1586 a Urbino; † 23 maggio 1618), sposò Camillo II Gonzaga, conte di Novellara (Reggio Emilia);
- Ferrante Francesco d'Avalos d'Aquino d'Aragona (* 9 settembre 1587 a Casalmaggiore, † 20 agosto 1590);
- Maria d'Avalos d'Aquino d'Aragona, suora nel convento di Santa Caterina a Pesaro, da documenti del 1571-1632.

## Ascendenza
|                                  |                          |                                    | Genitori                                      |  |  | Nonni |  |  | Bisnonni              |  |  | Trisnonni             |  |
|                                  |                          |                                    |                                               |  |  |       |  |  | 8. Innico II d'Avalos |  |  | 16. Innico I d'Avalos |  |
|                                  |                          |                                    |                                               |  |  |       |  |  | 8. Innico II d'Avalos |  |  | 16. Innico I d'Avalos |  |
|                                  |                          | 17. Antonella d'Aquino             |                                               |  |  |       |  |  | 8. Innico II d'Avalos |  |  |                       |  |
| 4. Alfonso III d'Avalos          |                          |                                    |                                               |  |  |       |  |  | 8. Innico II d'Avalos |  |  |                       |  |
|                                  |                          | 9. Laura Sanseverino               | 18. Roberto II Sanseverino                    |  |  |       |  |  |                       |  |  |                       |  |
|                                  |                          | 9. Laura Sanseverino               | 18. Roberto II Sanseverino                    |  |  |       |  |  |                       |  |  |                       |  |
|                                  |                          | 9. Laura Sanseverino               | 19. Maria d'Aragona                           |  |  |       |  |  |                       |  |  |                       |  |
| 2. Francesco Ferdinando d'Avalos |                          | 9. Laura Sanseverino               |                                               |  |  |       |  |  |                       |  |  |                       |  |
|                                  |                          | 10. Ferdinando d'Aragona           | 20. Ferdinando I di Napoli                    |  |  |       |  |  |                       |  |  |                       |  |
|                                  |                          | 10. Ferdinando d'Aragona           | 20. Ferdinando I di Napoli                    |  |  |       |  |  |                       |  |  |                       |  |
|                                  |                          | 10. Ferdinando d'Aragona           | 21. Giovannella Caracciolo                    |  |  |       |  |  |                       |  |  |                       |  |
| 5. Maria d'Aragona               |                          | 10. Ferdinando d'Aragona           |                                               |  |  |       |  |  |                       |  |  |                       |  |
|                                  |                          | 11. Caterina Castellana de Cardona | 22. Raimondo de Cardona                       |  |  |       |  |  |                       |  |  |                       |  |
|                                  |                          | 11. Caterina Castellana de Cardona | 22. Raimondo de Cardona                       |  |  |       |  |  |                       |  |  |                       |  |
|                                  |                          | 11. Caterina Castellana de Cardona | 23. Isabel de Requesens y Enríquez de Velasco |  |  |       |  |  |                       |  |  |                       |  |
| 1. Alfonso Felice d'Avalos       |                          | 11. Caterina Castellana de Cardona |                                               |  |  |       |  |  |                       |  |  |                       |  |
|                                  | 12. Francesco II Gonzaga | 24. Federico I Gonzaga             |                                               |  |  |       |  |  |                       |  |  |                       |  |
|                                  | 12. Francesco II Gonzaga | 24. Federico I Gonzaga             |                                               |  |  |       |  |  |                       |  |  |                       |  |
|                                  | 12. Francesco II Gonzaga | 25. Margherita di Baviera          |                                               |  |  |       |  |  |                       |  |  |                       |  |
| 6. Federico II Gonzaga           | 12. Francesco II Gonzaga |                                    |                                               |  |  |       |  |  |                       |  |  |                       |  |
|                                  |                          | 13. Isabella d'Este                | 26. Ercole I d'Este                           |  |  |       |  |  |                       |  |  |                       |  |
|                                  |                          | 13. Isabella d'Este                | 26. Ercole I d'Este                           |  |  |       |  |  |                       |  |  |                       |  |
|                                  |                          | 13. Isabella d'Este                | 27. Eleonora d'Aragona                        |  |  |       |  |  |                       |  |  |                       |  |
| 3. Isabella Gonzaga              |                          | 13. Isabella d'Este                |                                               |  |  |       |  |  |                       |  |  |                       |  |
|                                  |                          | 14. Guglielmo IX del Monferrato    | 28. Bonifacio III del Monferrato              |  |  |       |  |  |                       |  |  |                       |  |
|                                  |                          | 14. Guglielmo IX del Monferrato    | 28. Bonifacio III del Monferrato              |  |  |       |  |  |                       |  |  |                       |  |
|                                  |                          | 14. Guglielmo IX del Monferrato    | 29. Maria Branković                           |  |  |       |  |  |                       |  |  |                       |  |
| 7. Margherita Paleologa          |                          | 14. Guglielmo IX del Monferrato    |                                               |  |  |       |  |  |                       |  |  |                       |  |
|                                  |                          | 15. Anna d'Alençon                 | 30. Renato d'Alençon                          |  |  |       |  |  |                       |  |  |                       |  |
|                                  |                          | 15. Anna d'Alençon                 | 30. Renato d'Alençon                          |  |  |       |  |  |                       |  |  |                       |  |
|                                  |                          | 15. Anna d'Alençon                 | 31. Margherita di Lorena                      |  |  |       |  |  |                       |  |  |                       |  |
|                                  |                          | 15. Anna d'Alençon                 |                                               |  |  |       |  |  |                       |  |  |                       |  |